# Levantamiento tibetano de 1959
El levantamiento tibetano de 1959 o la rebelión tibetana de 1959 comenzó el 10 de marzo de 1959, cuando estalló una revuelta en Lhasa, la capital del Tíbet, que había estado bajo el control efectivo de la República Popular China desde que se alcanzó el Acuerdo de los Diecisiete Puntos en 1951. El conflicto armado entre las guerrillas tibetanas y el Ejército Popular de Liberación (EPL) había comenzado en 1956 en las regiones de Kham y Amdo, que habían sido sometidas a una reforma socialista. La guerra de guerrillas se extendió posteriormente a otras zonas del Tíbet y duró hasta 1962. Algunos consideran el incidente de Xunhua en 1958 como un precursor del levantamiento tibetano.
El aniversario del levantamiento es observado por los exiliados tibetanos como el «Día del Levantamiento Tibetano» y el «Día del Levantamiento de la Mujer». El aniversario de su fin se celebra oficialmente en la Región Autónoma del Tíbet como el «Día de la Emancipación de los Siervos». 

## Resistencia armada en el este del Tíbet
En 1951, un acuerdo entre la República Popular China y los representantes del Dalai Lama se puso en marcha. Las reformas socialistas como la redistribución de la tierra se retrasaron en el Tíbet propiamente dicho. Sin embargo, Kham y Amdo orientales, provincias occidentales de Sichuan y Qinghai en la jerarquía administrativa china, estaban fuera de la administración del gobierno tibetano en Lhasa, por lo que se les trató más como a otras provincias chinas, con la redistribución de la tierra aplicada en su totalidad. Los khampas y los nómadas de Amdo eran tradicionalmente propietarios de sus propias tierras. La resistencia armada estalló en Amdo y en el este de Kham en junio de 1956.
Antes de la invasión del Ejército de Liberación Popular, las relaciones entre Lhasa y los jefes del Khampa se habían deteriorado, aunque el Khampa siguió siendo espiritualmente leal al Dalai Lama durante todo el tiempo. Debido a estas tensas relaciones, el Khampa había asistido en realidad a los chinos en su invasión inicial, antes de convertirse en la resistencia guerrillera por la que ahora son conocidos. Pandatsang Rapga, un líder del Khampa revolucionario pro Kuomintang y pro República de China, ofreció al gobernador de Chamdo, Ngabo Ngawang Jigme, algunos combatientes del Khampa a cambio de que el gobierno tibetano reconociera la independencia del Kham. Ngabo rechazó la oferta. Después de la derrota del ejército tibetano en Chamdo, Rapga comenzó a mediar en las negociaciones entre el EPL y los rebeldes tibetanos.
Rapga y Topgay entablaron negociaciones con los chinos durante su asalto a Chamdo. Khampas desertó a las fuerzas del Ejército de Liberación Popular de China o no luchó en absoluto. El ataque del EPL tuvo éxito.
En 1957, Kham estaba en el caos. Los ataques de los combatientes de la resistencia y las represalias del Ejército Popular de Liberación contra los combatientes de la resistencia de Khampa, como el Chushi Gangdruk, se volvieron cada vez más brutales. Las redes monásticas de Kham llegaron a ser utilizadas por las fuerzas guerrilleras para transmitir mensajes y ocultar a los rebeldes. El gobierno chino llevó a cabo ataques punitivos contra los pueblos y monasterios tibetanos. Los exiliados tibetanos afirman que las amenazas de bombardear el Palacio de Potala y el Dalai Lama fueron hechas por los comandantes militares chinos en un intento de intimidar a las fuerzas guerrilleras para que se sometieran.
Lhasa siguió cumpliendo el acuerdo de 17 puntos y envió una delegación a Kham para sofocar la rebelión. Después de hablar con los líderes rebeldes, la delegación se unió a la rebelión. Los líderes de Kham se pusieron en contacto con la Agencia Central de Inteligencia (CIA), pero la CIA, bajo la dirección del presidente Dwight D. Eisenhower, insistió en que requería una petición oficial de Lhasa para apoyar a los rebeldes. Lhasa no actuó. Finalmente la CIA comenzó a proporcionar apoyo encubierto a la rebelión sin que Lhasa dijera nada. Para entonces la rebelión se había extendido a Lhasa que se había llenado de refugiados de Amdo y Kham. La oposición a la presencia china en el Tíbet creció dentro de la ciudad de Lhasa.
A mediados de febrero de 1959 la Oficina Administrativa del Comité Central del PCCh circuló el informe interno de la Agencia de Noticias Xinhua sobre cómo "las revueltas en la región del Tíbet se han acelerado y se han convertido en una rebelión casi a gran escala", en un "informe de situación" para los principales líderes del PCCh.

Cuanto más caótica sea la situación en el Tíbet, mejor, porque ayudará a entrenar a nuestras tropas y a endurecer a las masas. Además, [el caos] proporcionará una razón suficiente para aplastar la rebelión y llevar a cabo reformas en el futuro, Mao Zedong.

}}
Al día siguiente, el líder chino vio un informe del Departamento de Operaciones del Estado Mayor del Ejército de Liberación del Pueblo, que describía las rebeliones de los tibetanos en Sichuan, Yunnan, Gansu y Qinghai. Volvió a subrayar que «rebeliones como estas son extremadamente favorables para nosotros porque nos beneficiarán al ayudar a entrenar a nuestras tropas, entrenar al pueblo, y proporcionar una razón suficiente para aplastar la rebelión y llevar a cabo reformas integrales en el futuro».
El EPL usó soldados  Hui, que habían servido bajo Ma Bufang para aplastar la revuelta tibetana en Amdo. La caballería Hui estaba estacionada en el sur de Kham.

## Rebelión en Lhasa

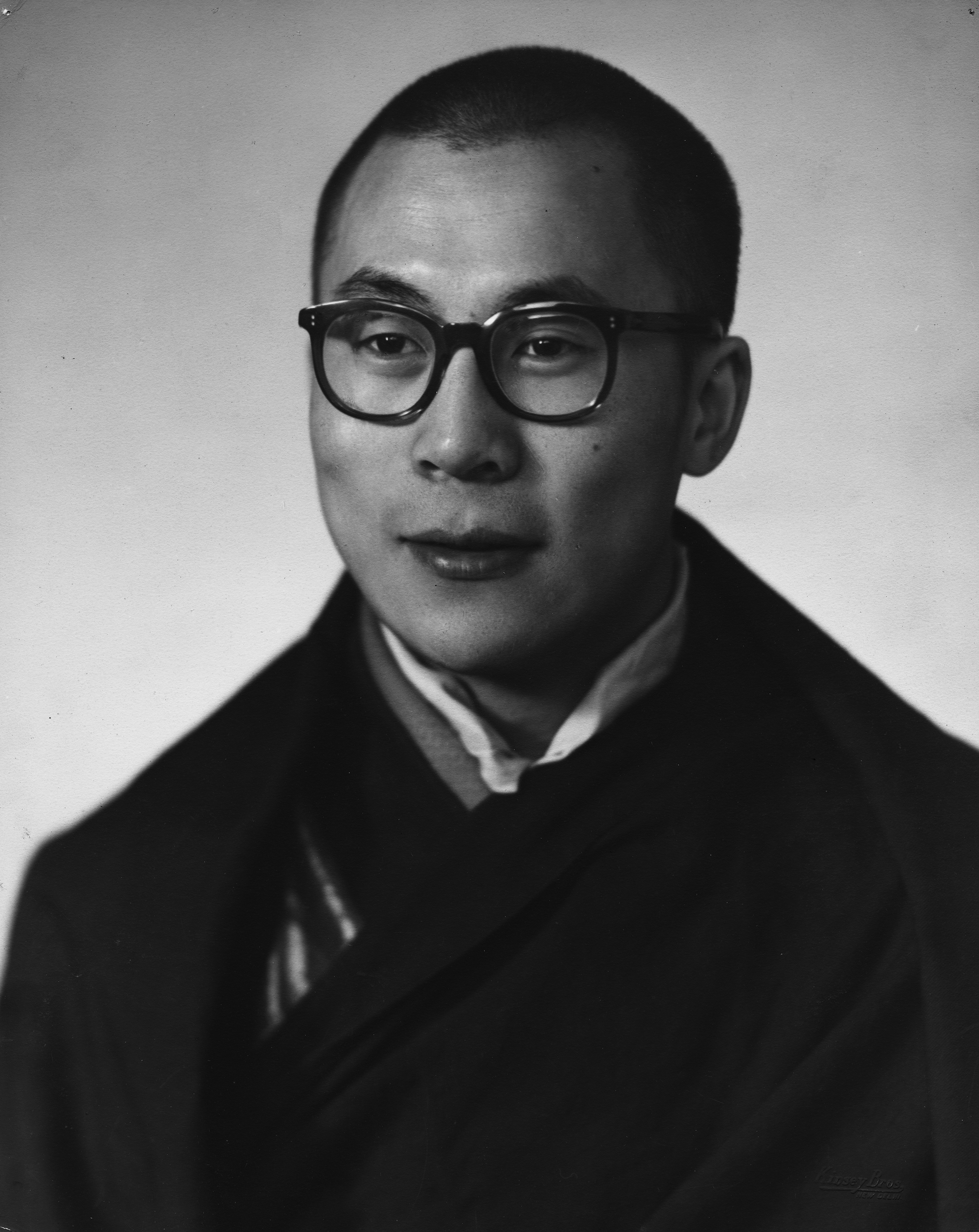
El decimocuarto dalái lama en 1956

El 1 de marzo de 1959, como evento tradicional, una representación teatral en el cuartel general militar chino en las afueras de Lhasa invitó a los funcionarios a asistir. Según una fuente comunista que contradice el relato del 14º dalái lama, este sugirió proactivamente que le gustaría asistir. El dalái lama -en el momento en que estudiaba para su grado de lharampa geshe- aplazó inicialmente la reunión, pero finalmente la fijó para el 10 de marzo. El 9 de marzo a las 15.00 horas, un oficial del ejército chino dijo a Ngapoi Ngawang Jigme que el dalái lama había decidido asistir a la representación y que otros oficiales tibetanos podían ir directamente según las instrucciones del dalái lama. Ngapoi Ngawang Jigme encontró que esto iba en contra de la tradición, pero confirmó esto de un oficial tibetano a las 6pm-7pm y se involucró para arreglar el asunto y habló con el oficial en jefe.
Según el historiador Tsering Shakya, el gobierno chino estaba presionando al dalái lama para que asistiera a la Asamblea Popular Nacional de China en abril de 1959, con el fin de reparar la imagen de China en relación con las minorías étnicas tras la rebelión del Khampa. El 7 de febrero de 1959, un día importante en el calendario tibetano, el dalái lama asistió a una danza religiosa, tras la cual el representante en funciones en el Tíbet, Tan Guansan, ofreció al dalái lama la oportunidad de ver una actuación de un grupo de danza nativo de Lhasa en la Norbulingka para celebrar la finalización del grado de lharampa geshe del dalái lama. Según Ngapoi Ngawang Jigme, el dalái lama pidió proactivamente asistir a la actuación. Según las memorias del dalái lama, la invitación provino del general chino Chiang Chin-wu, que propuso que la actuación se celebrara en el cuartel general militar chino; el dalái lama declaró que estaba de acuerdo.: 130  La fecha prevista para la actuación, el 10 de marzo, sólo se concretó cinco días antes, el 5 de marzo, y ni el Kashag ni los guardaespaldas del dalái lama fueron informados de los planes del dalái lama hasta que los funcionarios chinos les informaron el 9 de marzo, un día antes de que se programara la actuación, e insistieron en que se encargarían de la seguridad del dalái lama. En las memorias del dalái lama se dice que el 9 de marzo los chinos dijeron a su jefe de guardaespaldas que querían que la excursión del dalái lama se realizara para observar la producción llevada a cabo "en absoluto secreto" y sin ningún guardaespaldas tibetano armado, lo cual parecía una petición extraña y hubo muchas discusiones entre los asesores del dalái lama. Algunos miembros del Kashag estaban alarmados y preocupados de que el dalái lama pudiera ser secuestrado, recordando una profecía que decía que el dalái lama no debía salir de su palacio.
Según el historiador Tsering Shakya, algunos funcionarios del gobierno tibetano temían que se estuvieran elaborando planes para el secuestro chino del dalái lama, y difundieron la noticia entre los habitantes de Lhasa. El 10 de marzo, varios miles de tibetanos rodearon el palacio del dalái lama para impedir que saliera o fuera trasladado. La enorme multitud se había reunido en respuesta a un rumor de que los chinos planeaban arrestar al dalái lama cuando fuera a una representación cultural en el cuartel general del Ejército Popular de Liberación. Esto marcó el comienzo del levantamiento en Lhasa, aunque las fuerzas chinas se habían peleado con los guerrilleros fuera de la ciudad en diciembre del año anterior. Aunque los funcionarios del PCCh insistieron en que el "estrato superior reaccionario" de Lhasa era el responsable del rumor, no hay manera de identificar la fuente precisa. Al principio, la violencia se dirigió contra funcionarios tibetanos que se percibía que no habían protegido al dalái lama ni eran prochinos; los ataques contra los chinos comenzaron más tarde. Una de las primeras víctimas de la turba fue un lama de alto rango, Pagbalha Soinam Gyamco, que trabajaba con la RPC como miembro del Comité Preparatorio de la Región Autónoma del Tíbet, que fue asesinado y su cuerpo arrastrado por un caballo delante de la multitud durante dos kilómetros.
El 12 de marzo, los manifestantes aparecieron en las calles de Lhasa declarando la independencia del Tíbet. Se levantaron barricadas en las calles de Lhasa y las fuerzas rebeldes chinas y tibetanas comenzaron a fortificar sus posiciones dentro y alrededor de Lhasa en preparación para el conflicto. Se recogió una petición de apoyo a los rebeldes armados en las afueras de la ciudad y se hizo un llamamiento de ayuda al cónsul de la India. Las tropas chinas y tibetanas siguieron moviéndose a sus posiciones durante los días siguientes, desplegando piezas de artillería chinas al alcance del palacio de verano del dalái lama, el Norbulingka.

17 de marzo de 1959: Miles de mujeres tibetanas rodean el Palacio de Potala, la residencia principal del dalái lama, para protestar contra el dominio y la represión china en Lhasa, Tíbet. Horas más tarde, estallaron los combates y el dalái lama se vio obligado a huir a un lugar seguro en la India. Fotografía: AP

El 12 de marzo miles de mujeres se reunieron frente al Palacio Potala en Lhasa en el terreno llamado Dri-bu-Yul-Khai Thang. El líder de esta manifestación no violenta fue Pamo Kusang. Esta manifestación, ahora conocida como el «Día del Levantamiento de la Mujer», inició el movimiento de las mujeres tibetanas por la independencia. El 14 de marzo en el mismo lugar, miles de mujeres se reunieron en una protesta liderada por Gurteng Kunsang, miembro de la familia aristocrática Kundeling y madre de seis hijos, quien fue arrestada por los chinos y ejecutada por un pelotón de fusilamiento".
El 15 de marzo se pusieron en marcha los preparativos para la evacuación del dalái lama de la ciudad y se emplearon tropas tibetanas para asegurar una ruta de escape de Lhasa. El 17 de marzo, dos proyectiles de artillería cayeron cerca del palacio del dalái lama, provocando su huida al exilio. El dalái lama abandonó el palacio en secreto la noche siguiente y se escabulló de Lhasa con su familia y un pequeño número de funcionarios. Los chinos no habían vigilado fuertemente el Potala, ya que no creían probable que el dalái lama tratara de huir.

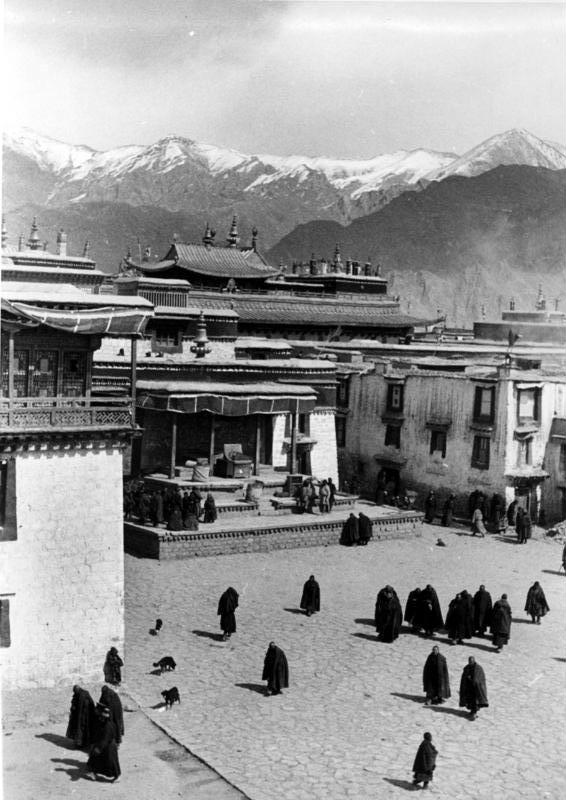
La última pelea del levantamiento tuvo lugar en el Jokhang, aquí en la foto de 1938. El Jokhang, en cuyo techo los últimos rebeldes tibetanos habían colocado ametralladoras para defenderse del EPL

Los rumores sobre la desaparición del dalái lama comenzaron a extenderse rápidamente al día siguiente, aunque la mayoría aún creía que estaba en el palacio. Mientras tanto, la situación en la ciudad se volvió cada vez más tensa, ya que los manifestantes se habían apoderado de varias ametralladoras. El 20 de marzo, el ejército chino respondió bombardeando la Norbulingka para dispersar a la multitud y colocó sus tropas en una barricada que dividió la ciudad en una parte norte y otra sur en la noche siguiente. La batalla comenzó temprano al día siguiente[45] y aunque los rebeldes tibetanos eran superados en número y estaban mal armados, los combates callejeros resultaron ser "sangrientos". La última resistencia tibetana se centró en el Jokhang, donde los refugiados khampa habían colocado ametralladoras, mientras que un gran número de tibetanos rodeaban el templo en reverencia. El Ejército de Liberación Popular comenzó a atacar el Jokhang el 23 de marzo, y se produjo una dura batalla de tres horas de duración con muchas bajas en ambos bandos. Los chinos finalmente lograron abrirse paso usando un tanque, con lo cual levantaron la bandera de China en el templo, terminando el levantamiento.
Dos escritores británicos, Stuart y Roma Gelder, visitaron el palacio Chensel Phodrang en la Norbulingka en 1962 y "encontraron su contenido meticulosamente preservado".

## Participación de la República de China y su posición sobre la independencia del Tíbet
Pandatsang Rapga, un pro-Kuomintang y pro-República de China líder revolucionario Khampa, fue instrumental en la revuelta contra los comunistas. El Kuomintang tenía una historia de uso de combatientes Khampa para oponerse al gobierno tibetano del Dalai Lama, y luchar contra el Ejército Rojo Comunista.
Rapga siguió cooperando con el gobierno del Kuomintang después de que éste huyera a Taiwán; proporcionaron entrenamiento a los rebeldes del Khampa contra las fuerzas comunistas del Ejército de Liberación Popular.
La República de China en Taiwán disputó con América si el Tíbet sería independiente, ya que la ROC reclamaba el Tíbet como parte de su territorio. Rapga aceptó un plan en el que la revuelta contra los comunistas incluiría el anti-feudalismo, la reforma agraria, un gobierno moderno, y dar el poder al pueblo.
La República de China siguió reclamando el Tíbet como parte integrante de su territorio de conformidad con su constitución, contrariamente a las afirmaciones de la Administración Central del Tíbet del Dalai Lama que reclamaba la independencia del Tíbet.
Después de la rebelión tibetana de 1959, Chiang Kai-shek anunció en su Carta a los amigos tibetanos (chino: 告西藏同胞書; pinyin: Gào Xīzàng Tóngbāo Shū) que la política de la ROC sería ayudar a la diáspora tibetana a derrocar el gobierno de la República Popular China en el Tíbet. La «Comisión de Asuntos Mongoles y Tibetanos» envió agentes secretos a la India para difundir propaganda pro-Kuomintang (KMT) y anticomunista entre los exiliados tibetanos. De 1971 a 1978, el MTAC también reclutó a niños de etnia tibetana de la India y Nepal para que estudiaran en Taiwán, con la expectativa de que trabajaran para un gobierno del ROC que regresaba al continente. En 1994, la asociación de veteranos del grupo guerrillero tibetano Chushi Gangdruk se reunió con el MTAC y aceptó el principio de una sola China del KMT. En respuesta, la «Administración Central Tibetana» del Dalai Lama prohibió a todos los tibetanos exiliados el contacto con el MTAC. Los tibetanos de Taiwán, que en su mayoría son de origen kham, apoyaban la posición de la República de China de que el Tíbet forma parte de la ROC y están en contra tanto de la comunidad tibetana exiliada en la India que vive bajo el Gobierno tibetano en el exilio (TGE) como de los comunistas en la China continental. Los tibetanos taiwaneses son considerados traidores por el TGE por su posición.

## Víctimas
Colin Mackerras afirma que hubo una importante rebelión contra el dominio chino en el Tíbet en marzo de 1959, que fue sofocada con el costo de un gran derramamiento de sangre y una amargura duradera por parte de los tibetanos. El gobierno tibetano en el exilio informa de diversas maneras, de 85 000, 86 000 y 87 000 muertes de tibetanos durante la rebelión, atribuidas a "documentos secretos chinos capturados por las guerrillas". El tibetólogo Tom Grunfeld dijo que "la veracidad de tal afirmación es difícil de verificar". Warren W. Smith, escritor de Radio Free Asia, escribe que los "documentos secretos" provienen de un informe del Ejército de Liberación Popular de 1960 capturado por guerrilleros en 1966, con las cifras publicadas por primera vez por el TGIE en la India en 1990. Smith afirma que los documentos decían que 87 000 "enemigos fueron eliminados", pero no considera que "eliminados" signifique "asesinados", como lo hace el TGIE.[54] Un funcionario del Gobierno Tibetano en el Exilio (TGIE) de apellido Samdup publicó un informe para  Asia Watch después de tres misiones de investigación de 1979 a 1981, en el que se afirmaba que un discurso del primer ministro Zhou Enlai, publicado en el Beijing Review en 1980, confirmaba la cifra de 87 000. El demógrafo Yan Hao no pudo encontrar ninguna referencia a tal cifra en el discurso publicado y concluyó: "Si estas fuentes del TGIE no son reacias a fabricar fuentes chinas en publicaciones abiertas, ¿cómo pueden esperar que la gente crea en sus citas de los llamados documentos y discursos internos secretos chinos que nunca están disponibles en los originales para los investigadores independientes?".

## Consecuencias
Los tres principales monasterios de Lhasa - Sera,  Ganden y  Drepung- fueron seriamente dañados por los bombardeos, y Sera y Drepun fueron dañados casi sin posibilidad de reparación. Según el TGIE, los miembros de la escolta del Dalai Lama que quedaban en Lhasa fueron desarmados y ejecutados públicamente, junto con los tibetanos que se encontraron con armas en sus casas. Miles de monjes tibetanos fueron ejecutados o arrestados, y los monasterios y templos alrededor de la ciudad fueron saqueados o destruidos.
Después de la manifestación del 12 de marzo del «Levantamiento de Mujeres», muchas de las mujeres involucradas fueron encarceladas, incluyendo a la líder de la manifestación, Pamo Kusang. "Algunas de ellas fueron torturadas, murieron en prisión o fueron ejecutadas" Conocida como el «Día del Levantamiento de las Mujeres», esta manifestación inició el movimiento de las mujeres tibetanas por la independencia.
El oficial de la CIA, Bruce Walker, que supervisó las  operaciones de los agentes tibetanos entrenados por la CIA, estaba preocupado por la hostilidad de los tibetanos hacia sus agentes: "los equipos de radio estaban experimentando una gran resistencia de la población dentro del Tíbet". La CIA entrenó a tibetanos de 1957 a 1972, en los Estados Unidos, y los lanzó en paracaídas de vuelta al Tíbet para organizar rebeliones contra el Ejército de Liberación Popular. En un incidente, un agente fue inmediatamente informado por su propio hermano y los tres agentes del equipo fueron arrestados. No fueron maltratados. Después de menos de un mes de sesiones de propaganda, fueron escoltados hasta la frontera india y liberados.
En abril de 1959, el joven de 19 años Choekyi Gyaltsen, 10º Panchen Lama, segundo líder espiritual del Tíbet, residente en Shigatse, pidió a los tibetanos que apoyaran al gobierno chino. Sin embargo, después de una gira por el Tíbet, escribió un documento en mayo de 1962 conocido como la Petición de 70 000 caracteres dirigida a Zhou Enlai en la que criticaba los abusos de los chinos en el Tíbet, y se reunió con Zhou para discutirlo. La petición esbozada trataba de la brutal supresión del pueblo tibetano tanto durante como después de la invasión de la RPC al Tíbet y los sufrimientos del pueblo en el Gran Salto Adelante. En este documento, criticó la represión que las autoridades chinas habían llevado a cabo en represalia por el levantamiento tibetano de 1959 pero en octubre de 1962, las autoridades de la RPC que se ocupaban de la población criticaron la petición. El Presidente Mao llamó a la petición ... una flecha envenenada disparada al Partido por los reaccionarios señores feudales. En 1967 el Panchen Lama fue formalmente arrestado y encarcelado hasta su liberación en 1977.
El monje budista Palden Gyatso fue arrestado en junio de 1959 por oficiales chinos por manifestarse durante el levantamiento de marzo. Pasó los siguientes 33 años en prisiones chinas y campos de laogai o «reforma a través del trabajo», el período más largo de cualquier prisionero político tibetano. Fue obligado a participar en clases de reeducación bárbaras y fue torturado por varios métodos, entre ellos ser golpeado con un garrote con clavos, recibir una descarga eléctrica que le dejó cicatrices en la lengua y le hizo caer los dientes, ser azotado mientras se le obligaba a tirar de un arado de hierro y morir de hambre, lo que provocó daños físicos irreversibles. Liberado en 1992, escapó a Dharamsala en la India, sede del gobierno tibetano en el exilio, y se convirtió en un activista de la causa tibetana aclamado internacionalmente.
Las autoridades chinas han interpretado el levantamiento como una revuelta de la élite tibetana contra las reformas comunistas que mejoraban la suerte de los siervos tibetanos. Fuentes tibetanas y de terceros, por otra parte, han interpretado generalmente como un levantamiento popular contra la presencia china extranjera. El historiador Tsering Shakya ha argumentado que fue una revuelta popular contra los chinos y el gobierno de Lhasa, que fue percibida como una falla en la protección de la autoridad y la seguridad del Dalai Lama frente a los chinos.